# タガール作戦
タガール作戦（タガールさくせん、ヘブライ語: מבצע תגר）は、第四次中東戦争中の1973年10月7日にイスラエル空軍が実施した、エジプト空軍基地への空爆作戦。エジプト国内の空軍基地及び地対空ミサイル陣地等を目標とし、四波に及ぶ攻撃が計画された。第一波攻撃は6時30分頃から開始され、7箇所の空軍基地を空爆したが、ゴラン高原でシリア軍と交戦中の地上部隊が苦戦中であることから、第二波以降は中止され、ゴラン高原の地上部隊支援に回された。

## 作戦計画
1973年10月6日にエジプト・シリア両軍の奇襲攻撃により第四次中東戦争が勃発した。イスラエル空軍は2時間後に反撃を開始し、スエズ運河を渡河したエジプト軍とゴラン高原から侵攻したシリア軍を空爆したが、濃密な防空網によって初日だけで30機が撃墜された。
エジプト軍は、S-75（NATOコードネーム:SA-2 ガイドライン）及びS-125（NATOコードネーム:SA-3 ゴア）地対空ミサイル陣地をスエズ運河沿いに設置し、中・低高度防空には2K12（NATOコードネーム:SA-6 ゲインフル）地対空ミサイル、ZSU-23-4自走高射機関砲、9K32（NATOコードネーム:SA-7 ストレラ）携帯式地対空ミサイルを用いて多段階の防空網を構築していた。
10月6日の夕方から夜にかけてイスラエル空軍は、翌7日朝にスエズ運河正面のエジプト軍に対する攻撃を検討、第一段階で地対空ミサイル陣地を防衛する対空火器及びエジプト国内の空軍基地数箇所を攻撃対象とし、第二段階で地対空ミサイル陣地を攻撃する計画とした。

## 作戦中止とエジプト空軍基地への空爆

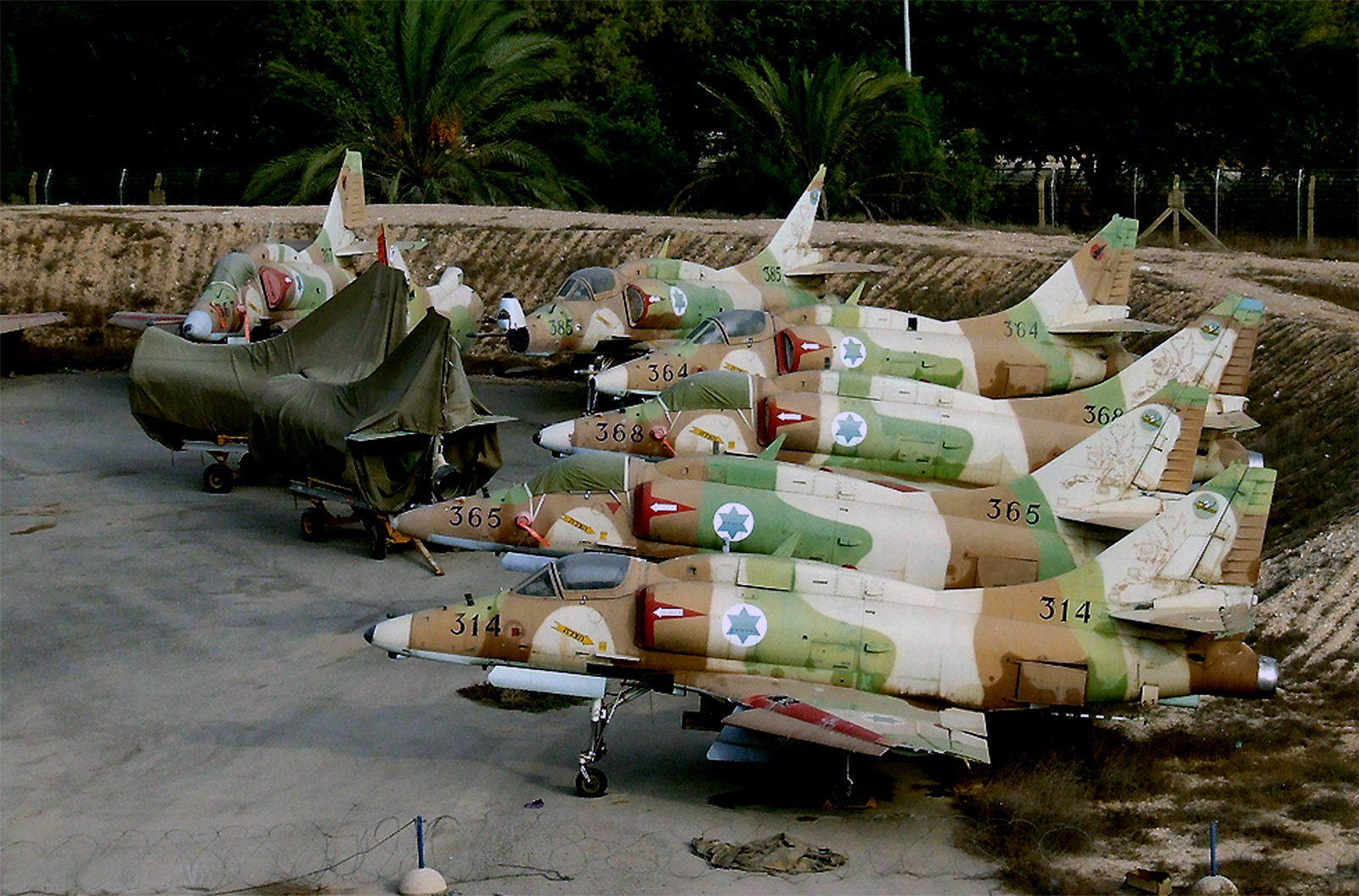
イスラエル空軍のA-4N

10月7日3時50分、ゴラン高原で戦闘中のイスラエル陸軍第188機甲旅団の苦戦とシリア軍戦車部隊が侵攻中であるという情報が届き、5時にシリア軍の侵攻を阻止できないことが明らかになったとき、ベニー・ペレド空軍司令官は午前中にタガール作戦を実行し、午後にシリア軍対空ミサイル陣地攻撃作戦であるドーマン5作戦を実行可能か判断を求められ、タガール作戦を中止し、ドーマン5作戦のみを実行することが決定された。しかし、作戦投入用航空機への武装の搭載が完了し、離陸準備態勢が整っていたことから、ペレドは第一波攻撃のみ実施を決定した。
第一波攻撃には、第109飛行隊及び第115飛行隊など複数の飛行隊から約80機が参加した。第一波攻撃は6時30分頃にベニ・スエフ、ビル・アリド、タンタ、マンスーラ、シュブラ・ヒト、ジャナクリス、クタミアのエジプト空軍基地を空爆したが、エジプト空軍機はコンクリート製耐爆格納庫に防護されており、滑走路に損傷を与えた程度だった。また、6機のエジプト空軍機を撃墜したが、イスラエル空軍のA-4攻撃機2機が対空砲火で撃墜され、乗員2名が戦死した。

## 戦闘後
イスラエル空軍はタガール作戦中止後、スエズ運河方面においては地上部隊支援任務のみに投入され、仮設橋及び渡河中の敵部隊を攻撃した。エジプト軍の防空網を回避するため、低高度高速侵入戦術をとったが、それによって地上目標の見極めがますます難しくなったほか、多数の対空機関砲と9K32携帯式地対空ミサイルの一斉攻撃にを受け、低空戦術にもかかわらず、相当な損失を免れることができなかった。